# Kelloggina rufescens
Kelloggina rufescens är en tvåvingeart som först beskrevs av Samuel Wendell Williston  1893.  Kelloggina rufescens ingår i släktet Kelloggina och familjen Blephariceridae. Inga underarter finns listade i Catalogue of Life.